# اکنون
اکنون، کنون، حال، اینک، الان (از عربی: الآن)؛ به معنای دورهٔ زمانی حاضر یا لحظهٔ فعلی است که در آن هستیم. زمان اکنون، پس از گذشته و پیش از آینده در حال رخ دادن است و زمانی‌ست که در این لحظه حس شده و در آن زندگی می‌کنیم.
ساعت کنونی: ۲۳:۵۱ به وقت ایران، هم‌زمان با ۲۲:۰۷ به وقت جهانی
روز پنجشنبه:
۳۰ اسفند ۱۴۰۳ خورشیدی برابر با
۲۰ مارس ۲۰۲۵ میلادی و مطابق با
۲۰ رمضان ۱۴۴۶ قمری

## پی‌نوشت و منبع
1. ↑  همچنین: هم‌اکنون، کنون
2. ↑  همچنین: حالا (قید)، حال حاضر
3. ↑  همچنین: هم‌اینک. اصل این واژه به معنی «اینه‌ها» (این است، اینجاست) می‌باشد